# Miguel Ara Torrell
Miguel Ara Torrell, (Barcelona, España, 1921 - Huesca, España, 28 de junio de 2010) fue un piloto español de vuelo a vela.

## Biografía
Fue director de la Escuela de vuelo sin motor de Monflorite, donde fue instructor muchos años.
En el año 1952 obtuvo, junto a Luis Juez, la marca mundial de altura de vuelo a vela en la categoría biplaza, con una ascensión a los 6 300 m.
Fue condecorado con la Cruz al Mérito Aeronáutico en dos ocasiones y con la Medalla Aérea.
Falleció en Huesca el 28 de junio de 2010.